# Acronicta occidentalis
Acronicta occidentalis är en fjärilsart som beskrevs av Augustus Radcliffe Grote och Robinson 1866. Acronicta occidentalis ingår i släktet Acronicta och familjen nattflyn. Inga underarter finns listade i Catalogue of Life.